# Astragalus habamontis
Astragalus habamontis är en ärtväxtart som beskrevs av Kun Tsun Fu. Astragalus habamontis ingår i släktet vedlar, och familjen ärtväxter. Inga underarter finns listade i Catalogue of Life.